# Gare de L’Hermitage – Mordelles
Gare de Cesson-Sévigné – przystanek kolejowy w L’Hermitage, w departamencie Ille-et-Vilaine, w regionie Bretania, we Francji.
Jest przystankiem Société nationale des chemins de fer français (SNCF), obsługiwanym przez pociągi TER Bretagne.

## Położenie
Znajduje się na wysokości 45 m n.p.m., na 385,104 km linii Paryż – Brest, pomiędzy stacjami Rennes i Breteil.

## Usługi
Usługi kolejowe są prowadzone przez pociągi TER Bretagne, kursujące między Rennes, La Brohinière, Lamballe lub Saint-Brieuc.
Przystanek jest obsługiwany przez autobusy Service des transports en commun de l'agglomération rennaise (STAR) linii 53, 93, 153.